# STS-130
STS-130は、2010年2月に打ち上げられたスペースシャトル エンデバーによる国際宇宙ステーション(ISS)組み立てミッション(20A)である。

## ミッション内容
主なミッションの目的は、3番目の結合部となるトランクウィリティーと観測用窓のキューポラをISSに取り付けることであり、このために3回の船外活動が行われた。トランクウィリティーの接続によって居住区画は拡大され、キューポラからカナダアーム2を目視しながらの操作が可能になる。また、これまでデスティニー内に設置されていた環境制御系（空気再生、酸素生成、水再生、トイレなど）のラックがトランクウィリティー内に移設された。

## 乗組員
- ジョージ・ザムカ (2)— 船長
- テリー・バーツ（英語版） (1)— パイロット
- ロバート・ベンケン（英語版） (2)— ミッションスペシャリスト
- キャサリン・P・ハイヤー (2)— ミッションスペシャリスト
- ニコラス・パトリック (2)— ミッションスペシャリスト
- スティーブン・ロビンソン（英語版） (4)— ミッションスペシャリスト

かっこ内の数字は、今回を含めたフライト経験数。

## ギャラリー

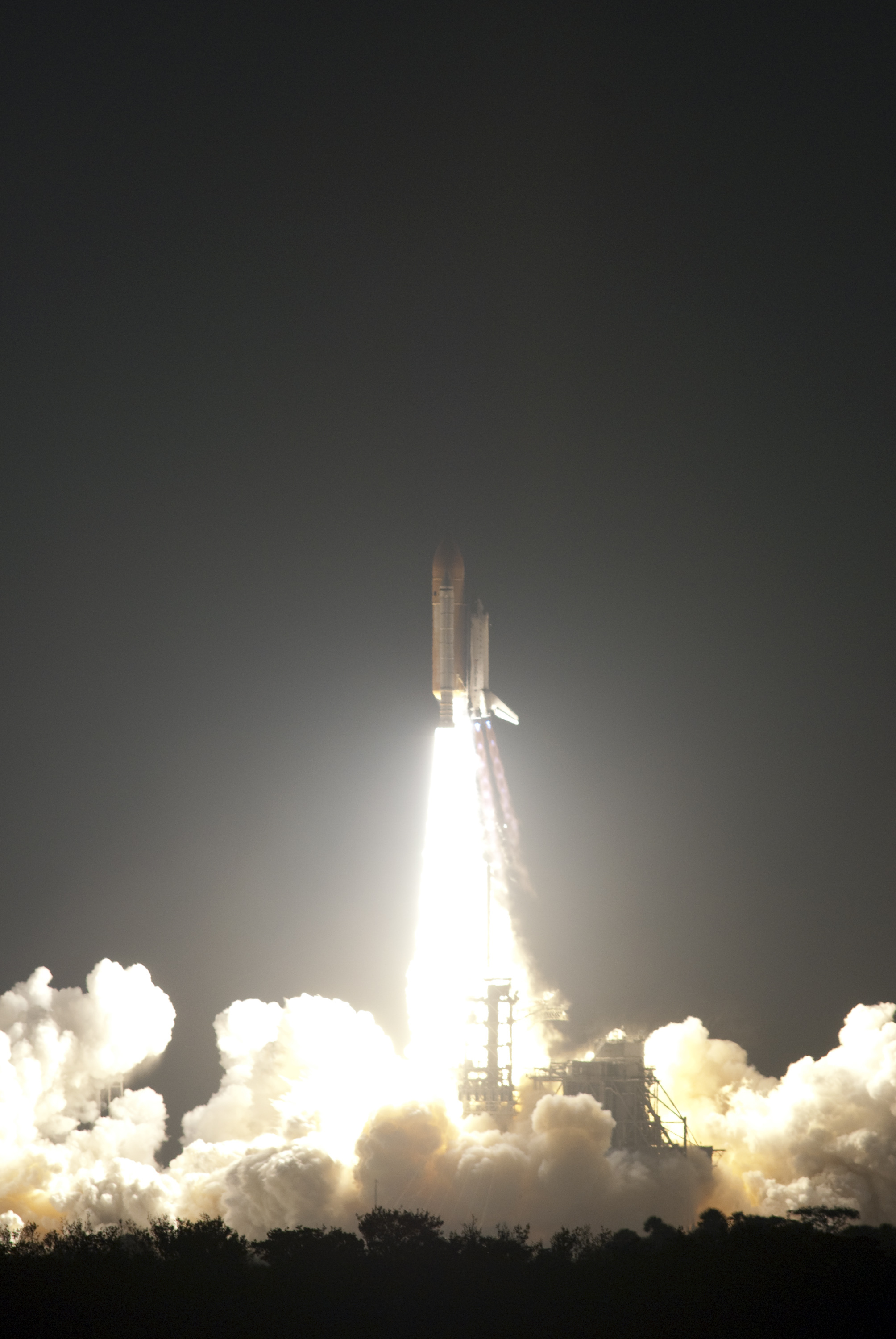
打ち上げ
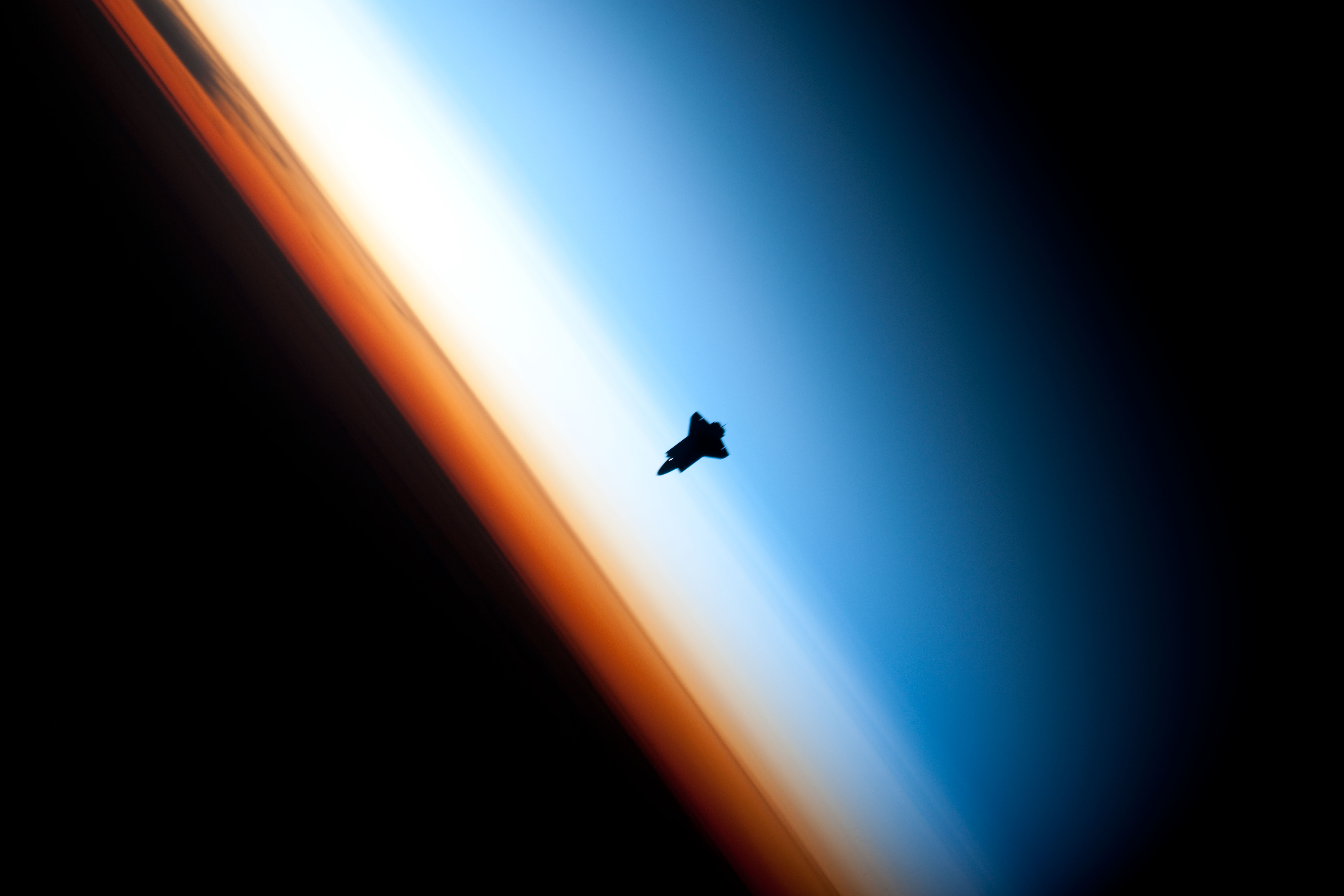
地平線に映るエンデバーのシルエット
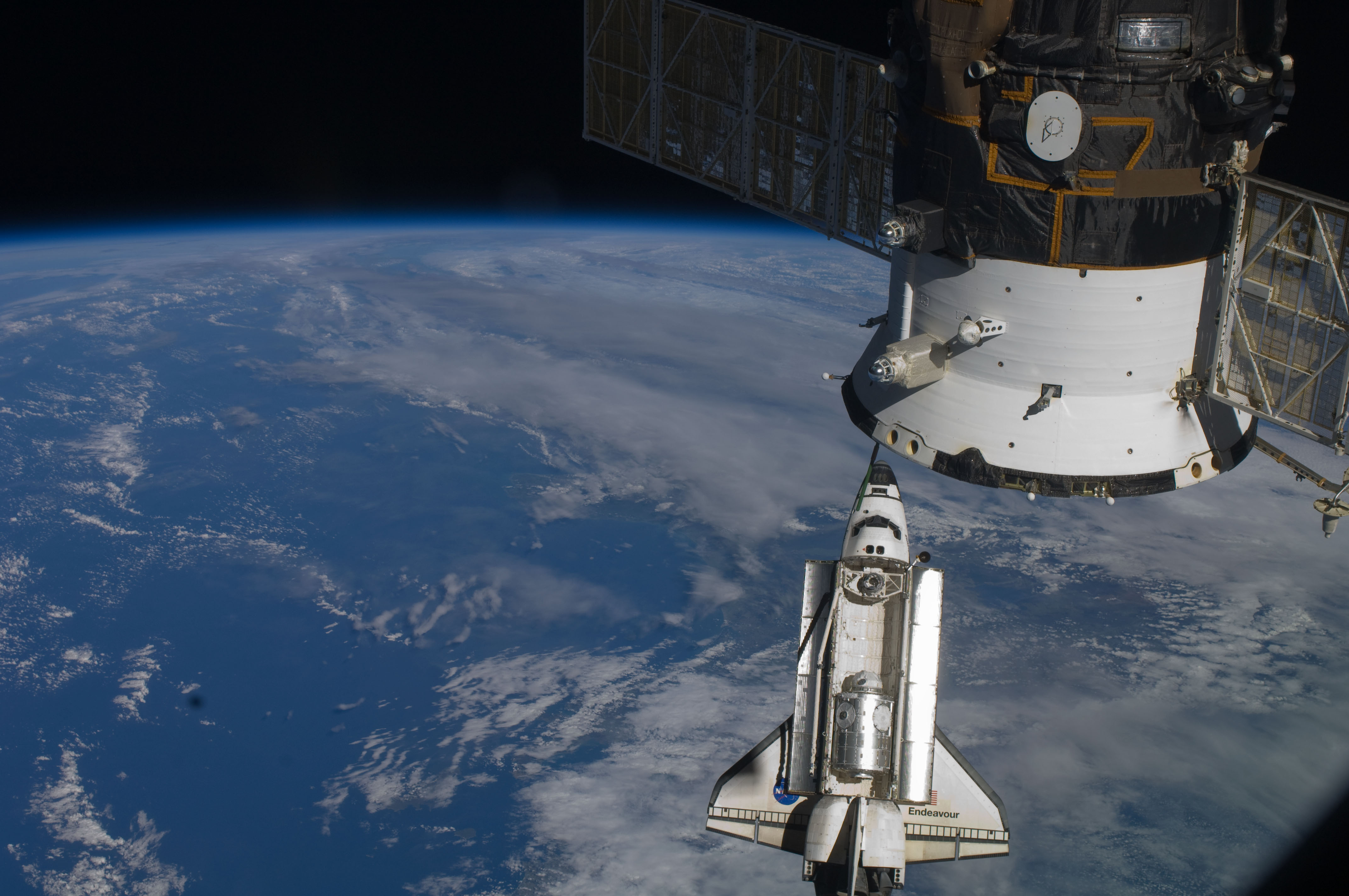
ドッキング直前
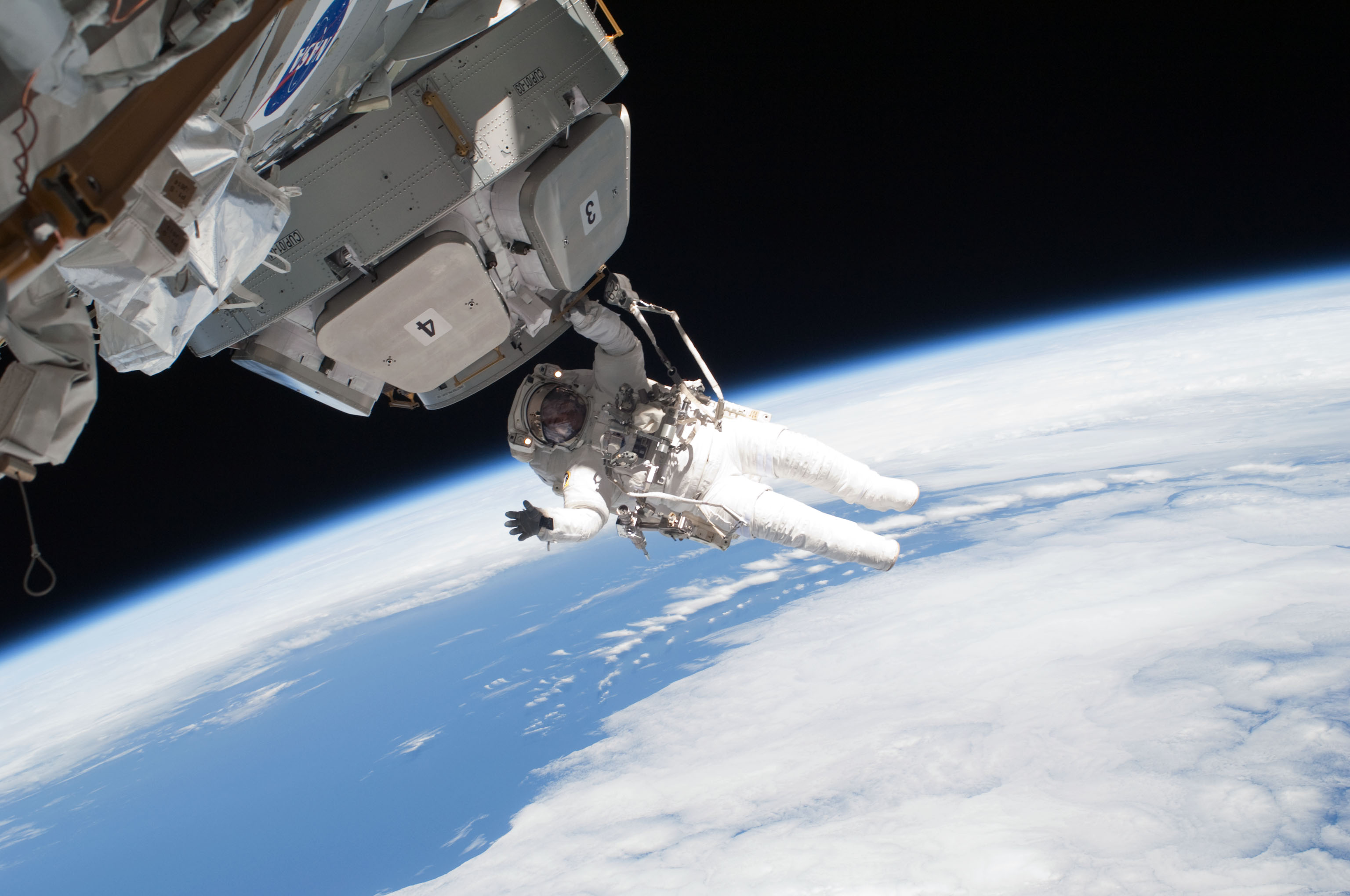
第3回船外活動
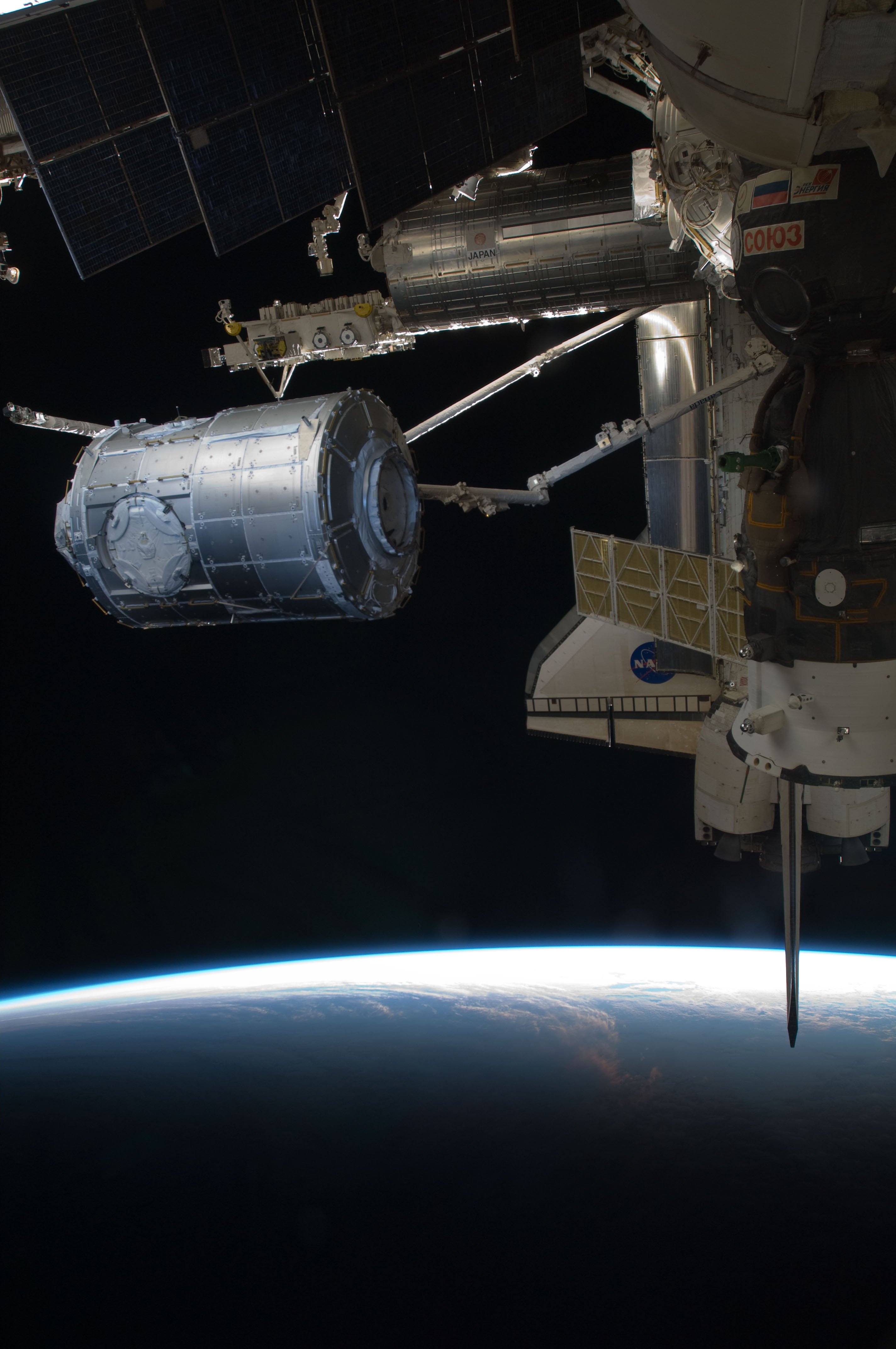
トランクウィリティーの取り付け
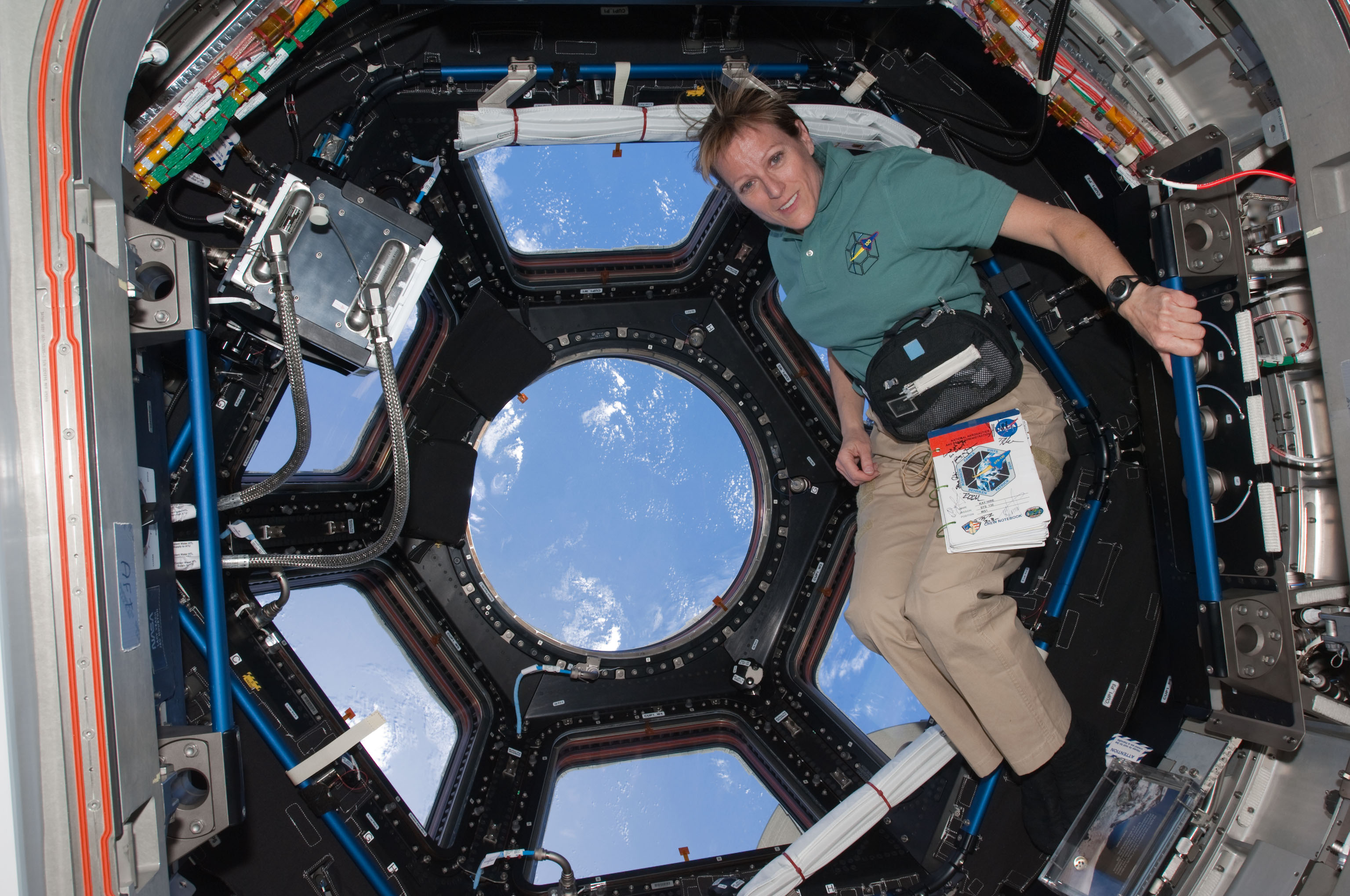
キューポラからの眺め
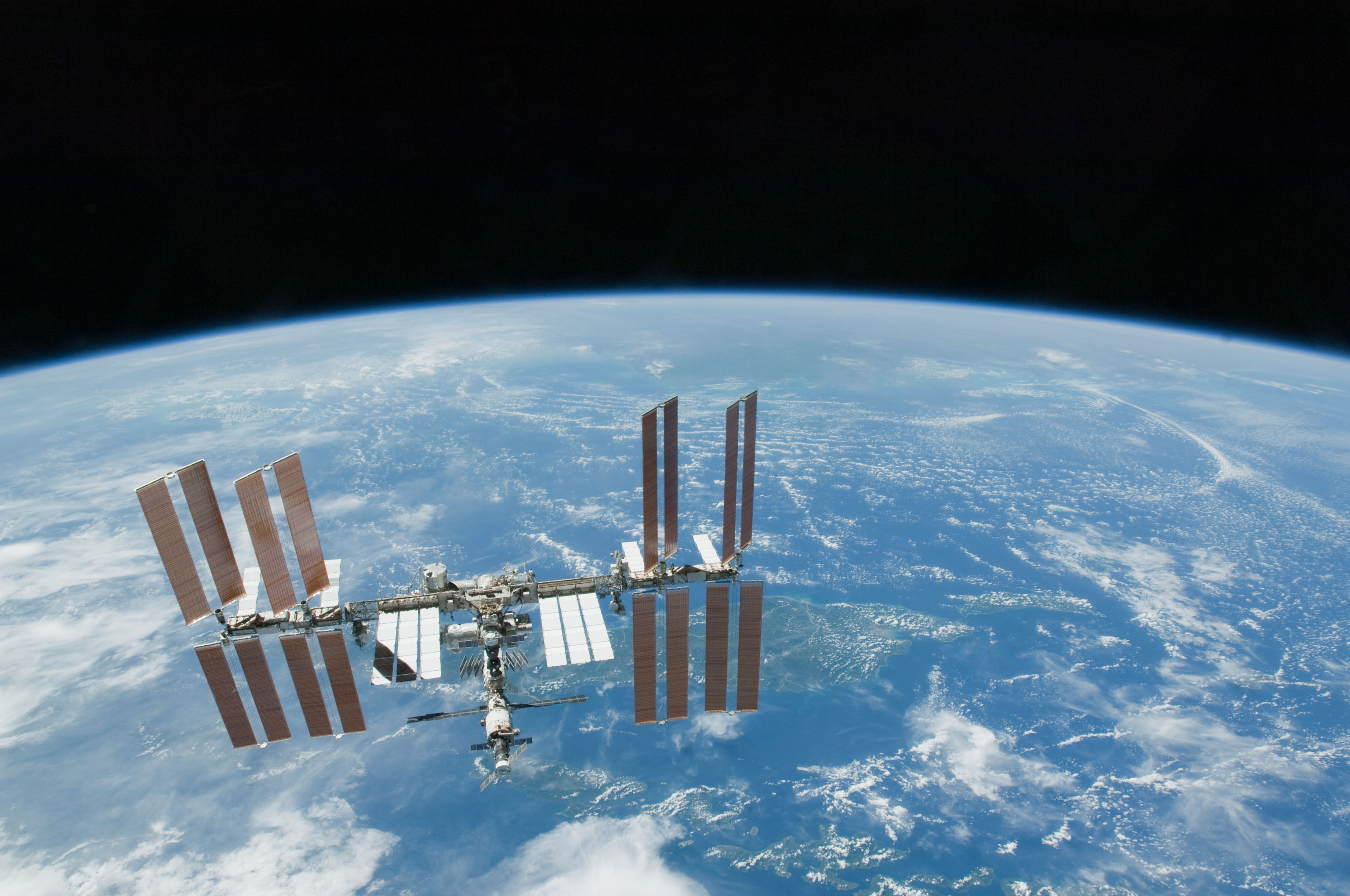
離脱するエンデバーから撮影したISS
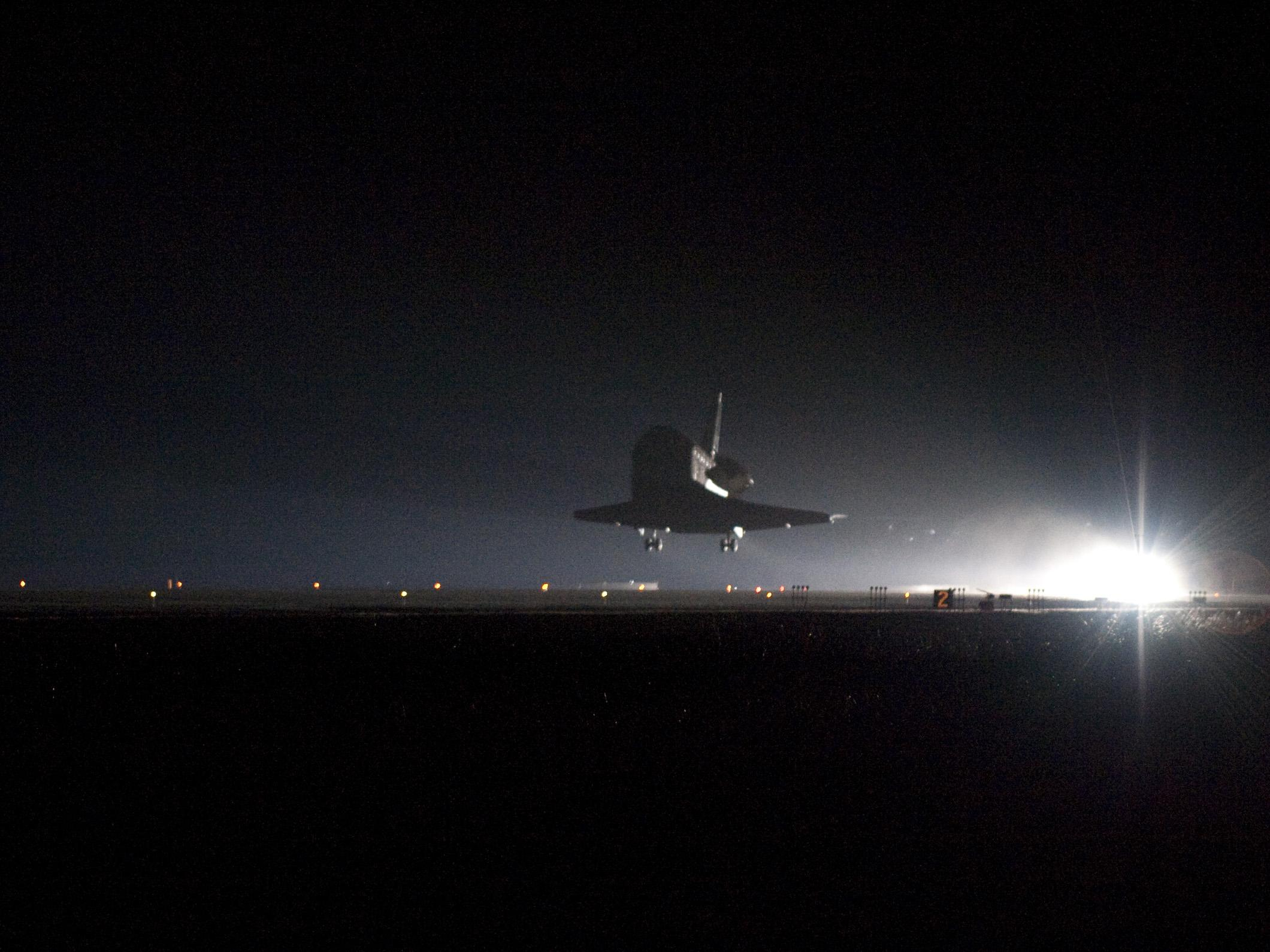
着陸